# エネミー・ゼロ
『エネミー・ゼロ』（ENEMY ZERO、E0とも表記）は、株式会社ワープが開発、1996年12月13日に発売されたセガサターン用ゲームソフト。1997年12月11日にサタコレとして再発売され、1998年11月28日にはPCにも移植された（Windows 95/98用）。ジャンルはインタラクティブ・ムービー。企画、脚本、監督は飯野賢治。
売上本数は、セガサターンの売上ランキングでは、27.2万本で20位にランクインしている。PC版を含めた販売本数は、60万本とされている。

## ゲーム内容
ゲームは基本的に各乗務員の部屋の中などを探索するアドベンチャーパートと、キャラクターを操作してエネミーと戦うアクションパートに分かれる。

### アドベンチャーパート
飯野賢治の前作『Dの食卓』を踏襲していて、アイテムを収集したり情報を得たりする。セーブ・ロードはアドベンチャーパートでアイテムの「ボイスレコーダー」に状態を記録することによって行えるが、一回セーブ・ロードをするごとにレコーダーのバッテリー残量が減っていく。バッテリー残量がなくなってしまうと、そのデータはセーブもロードもできなくなってしまう。
このアドベンチャーパートシーンは3Dレンダリングのムービーと静止画を繋ぎ合わせて表現されている。また、このアドベンチャーパートでは様々な謎解きが必要とされるが、謎解きの難易度が同種のアドベンチャーゲームと比較しても割と高めの部類である。

### アクションパート
このゲームの最大の特徴とも言えるアクションパートは、敵となる「エネミー」の姿が見えない。FPSのようにキャラクターの視点で操作しながら、物語の冒頭で手に入るアイテム「VPS」によって相手との距離と位置関係を推定し、敵を倒す場合は「エネルギー銃」を使って戦わなければならない。

#### VPS
VPS（VEXX Positioning System：生体探知器）は、「音」の間隔と音階の高さで敵の存在を知らせる装置。イヤリングのような形をしており、使用者の耳に装着して使用する。
音が鳴る間隔は相手との距離が近くなるほど狭まり、音階は相手の位置が正面（ピン）→横（プン）→後ろ（ポン）となるに従って低くなる。たとえば正面から敵が近づいてきたとき、最初は「ピン……ピン……ピン……」と高い音が間隔を置いて出るが、距離が近づくほど「ピン、ピン、ピン」→「ピンピンピンピン」→「ピピピピピピピ」とその間隔は短くなり、本当に危険な距離になると「ブーッブーッ」とけたたましいブザー音が鳴り響く。エネミーが複数接近している場合は上記の音が複数鳴るが、こうなると聞き分けるのがとても難しくなってしまう。また後半には音が鳴らない代わりに姿が見えるエネミーも出現する。
斬新と言われる「音で探知」システムであるが、PCエンジンの『サイレントデバッガーズ』（データイースト、1992年）が5年ほど先行しており、飯野本人も参考にしたことをゲーム雑誌で言及している。

#### エネルギー銃
「エネミー」を攻撃するための銃は、「エネルギー銃」と呼ばれ、発射する前に数秒の溜め時間を要する。十分にパワーが込められる前にトリガーを離した場合は発砲できず、またパワーを溜めすぎるとオーバーヒートして少しの間使えなくなる。チャージ式であり、一回のチャージで撃てる回数はエネルギー銃によって異なる。
この銃の射程はかなり短く、数メートル程度（先述のブザー音が鳴る距離）のため距離に関してかなりシビアである。また、エネミーの攻撃はすべて即死であり、ローラの後退速度よりもエネミーの接近速度のほうが若干速いため、あまり近寄りすぎるとすぐにエネミーに捕食されてしまい、すなわち即ゲームオーバーとなってしまう。

## ストーリー
任務を終えて地球に帰還する途中の大型宇宙船「ヴィークル・ジ・アキ」だったが、突然緊急事態が発生し、乗務員7人はコールド・スリープから強制的に目覚めさせられる。主人公ローラ・ルイスは状況を把握するために、乗務員のパーカーと通信を試みるが、音声の回線が不調なのか端末には映像しか映し出されない。
すると、突然パーカーの部屋のドアが爆発を起こしたように破壊された。なにかに怯えるように銃を構えて発砲するパーカーだが、その銃口の先には何も見えない。だが次の瞬間、首をもぎ取られるようにパーカーは惨殺されてしまった。
状況を飲み込めないローラは、他の乗務員とも連絡を取ろうとするが、やはり回線が不調などの理由で連絡が取れない。ローラは自分の部屋を飛び出して、パーカーの状況を確認しようと行動を開始するのであった。

## 登場人物
ローラ・ルイス（Laura Lewis）
声 - 駒塚由衣
本作の主人公で、金髪の女性船員。本編中は基本的に無口。
キンバリー・ハード（Kimberly Hurd）
声 - 幸田直子
黒人系の女性船員。パーカーの恋人。真っ先にローラと合流し、エネミーを退治しようと奮闘する。
デヴィッド・バーナード（David Barnard）
声 - 大塚明夫
「ヴィークル・ジ・アキ」の副船長。ローラとは恋人の間柄だが、あまりあてにされていない。
高橋・ジョージ（George Takahashi）
声 - 大塚芳忠
エンジニア担当。中年の日本人。船員の中でも特にローラの事を気に掛ける。
ロニー（Ronny）
声 - 玄田哲章
「ヴィークル・ジ・アキ」の船長。進行状況に応じ、ローラに様々な情報を与える（難易度ハードだと通信不可）。
パーカー（Parker）
声 - なし
黒人系の男性船員。キンバリーの恋人。ローラとの通信中、エネミーによって惨殺される。
マーカス（Marcus）
声 - なし
ドイツ人の船員。本編では死体としてのみ登場。

## スタッフ
- 監督、脚本：飯野賢治
- CGIディレクター：立石章三郎
- CGIアニメーター：上田フミト、菅村弘彦、須藤秀希
- CGIデザイナー：宮崎朋浩、林弘己、松平貴博
- プログラム：三浦秀樹、佐藤直哉
- ビデオ・コンプレッション：鈴木英太郎、大槻孝志
- クリーチャー・デザイン：韮沢靖
- 音楽：マイケル・ナイマン
- 台詞：坂元裕二
- 効果音スーパーバイザー：小川高松
- 効果音：なかむらたけし、あつみけんじ
- 音響：大川正義
- サウンド・スタッフ
  - サウンド・プロデューサー：飯野賢治、江口勝敏
  - サウンド・コ・プロデューサー：大川正義
  - サウンド・ディレクター：近藤崇生
  - レコーディング・エンジニア：マイケル・J・ダットン、オースティン・インス
  - アシスタント・レコーディング・エンジニア：リッキー・グラハム、塩田靖
  - 演奏：マイケル・ナイマン、マイケル・ナイマン・オーケストラ
  - 追加ピアノ演奏：飯野賢治
  - 写譜屋：リチャード・シドウェル
  - 翻訳：於保好美
  - レコーディング・スタジオ：アビー・ロード・スタジオ、エアースタジオ、CTSスタジオ
  - M.A.スタジオ：タムコスタジオ、スタジオテイクワン
  - サウンド・マスタリング・スタジオ：一口坂スタジオ、ハリオンスタジオ
  - サウンド・マスタリング・エンジニア：たかぎしたつみ、安藤義彦
  - ボイス・レコーディング・スタジオ：MITスタジオ
  - ボイス・レコーディング・エンジニア：立花隆
  - ボイス・レコーディング・アシスタント：山崎英樹、のがわわかこ
  - リミックス・ムービー・エディティング・スタジオ：スタジオブレ－ン
  - エディター：中山佳敬
  - エディティング・テクニシャン：しまだゆうき
- テクニカル・サポート・スタッフ（セガ）：高瀬和弘、鵜木健栄、佐野浩章、河合健治
- サンクス：セガ・エンタープライゼス（入交昭一郎、前田雅尚、わたなべのりお）、ニチメングラフィックス、キティエンタープライズ、PCMコンプリート
- プロデュース：飯野賢治

## 評価
セガサターン版
- ゲーム誌『ファミ通』の「クロスレビュー」では合計31点（満40点）でシルバー殿堂入りを獲得[2]、『SATURN FAN』の読者投票による「ゲーム通信簿」での評価は以下の通り25.1点（満30点）となっている[4]。また、1998年に刊行されたゲーム誌『超絶 大技林 '98年春版』（徳間書店）では、「映画的な雰囲気を感じられる重厚なポリゴングラフィックがウリ。謎解きの要素だけでなく、視覚、聴覚をフルに使って行うエイリアンとの戦闘シーンも見逃せない」と紹介されている[4]。

| 項目 | キャラクタ | 音楽 | お買得度 | 操作性 | 熱中度 | オリジナリティ | 総合 |
| 得点 | 4.3        | 4.3  | 4.2      | 3.7    | 4.2    | 4.4            | 25.1 |

- 事前にテストプレイした遠藤雅伸らから、ゲームバランスの悪さについて指摘があったが、飯野は特に修正することは無かった。発売後は賛否あったが、批判の対象もやはりその点についてだった。ファミ通のクロスレビューでは、31点と殿堂入りに1点届かない評価で[9]、後に飯野は「ゲームを作る才能がないのかもしれない」という不安や不満を漏らしている。

- 太田出版から2000年に発売された『超クソゲー』という書籍では、クソゲーとして紹介されている。本作の言うところの「見えない敵」とは、「睡魔」であると断言している。

## 備考
- 広告ポスターは、ゲーム内容とは関係のないセクシーな服を着たカヒミ・カリィの写真だった。
- 本作は「ローラ三部作」の第二編として製作されたという。本作に登場する「ローラ」は飯野の他のゲームの主人公の名前にもなっている。同一キャラクターを複数の作品間に渡り、役割の異なるキャラクターとして使いまわす、いわゆるスターシステムの一環であったといわれている。
- 本来このゲームはプレイステーションで発売される予定のソフトであったが、飯野本人が1996年3月27日に行われたイベント「プレイステーションエキスポ」でセガサターンにハードを変更する、と発表して波紋を呼んだ。飯野はこの判断に相当迷ったと話しており、理由は色々あるが一番としてはPS版『Dの食卓』の初回出荷本数について約束した本数をちゃんと出荷しなかった事から不信感を抱いたという[10]。
- 音楽を手がけたマイケル・ナイマンは、飯野がホテルで6時間説得したことで実現したもの。作中の音楽はアビー・ロード・スタジオで録音された。一度目は編曲が甘く、更に頼んでもう一度作りなおしている。後にワープ主催でコンサートを行っている。
- 「敵が見えない」というシステムと、セーブ回数だけでなくロード回数まで制限されているという点から難易度が大変高かった。これは必然的に深夜という環境までプレイさせる狙いがあった。難易度に関しては、後に「サタコレ」（以下：廉価版）で再発売された際にセーブ・ロード無制限の、難易度を低く抑えたモードが追加された。このモードは、元々欧米版で収録されたモードでありこれを日本では廉価版に逆輸入したものである。
- また、本作には20本限定の定価206000円(税込み)の限定版が存在した。実際の購入者が公開したその中身は飯野のサイン入りゲームソフトの他にフロッピーディスクや飯野の出版物、帽子やビデオなど各種エネミーゼログッズが数多く付属していた。巨大なボックスに収められたパッケージで飯野自らが購入者に届けて回った。
- 本作の発売日には飯野自らが秋葉原に赴き、その売れ行きを確認した。その時の感想は「めちゃ売れだけど、超めちゃ売れではないな」。

## サウンドトラック
- エネミー・ゼロ ピアノスケッチ / マイケル・ナイマン（発売:キティ・エンタープライズ / 販売:ポリグラム）1996年 型番:KTCR-1403 EAN:4988031014400
- エネミー・ゼロ オリジナルサウンドトラック / マイケル・ナイマン（発売:ファースト・スマイルエンタテインメント / 販売:ポニーキャニオン）1997年 型番:FSCA-10001 EAN:4531924100010

## 書籍
- エネミー・ゼロ 公式ガイドブック （アスペクト） 1996年 ISBN 4-8936-6648-7
- エネミー・ゼロ ザ グラフィックス （アスキー・メディアワークス） 1997年 ISBN 4-8936-6791-2
- マイケル・ナイマン「エネミー・ゼロ」ピアノ・スケッチズ （シンコーミュージック・エンタテイメント） 1997年 ISBN 4-4014-4039-0

ピアノ楽譜
- ゲーム -Super 27 years Life / 飯野賢治 （講談社） 1997年 ISBN 4-0620-8720-0
- ゲーム -Super 27 years Life / 飯野賢治 （星海社） 2014年 ISBN 4-0613-8964-5

エネミー・ゼロ制作に関する記述のある制作者によるエッセイ集
- ゲームを変えた男・飯野賢治 -E0事件の真相 / 中田宏之 （レッカ社/メディアファクトリー） 1997年 ISBN 4-8899-1447-1